# Gojin Dol
Gojin Dol (búlgaro: Гоин дол, Goin Dol; serbocroata cirílico: Гојин Дол) es un pueblo de Serbia perteneciente al municipio de Dimitrovgrad en el distrito de Pirot.
En 2011 tenía 242 habitantes. Étnicamente, la población está compuesta a partes iguales por búlgaros y serbios.
El pueblo es de origen medieval, aunque no se menciona en documentos hasta un registro catastral otomano de 1525. Se desarrolló notablemente a mediados del siglo XVI, al hallarse sobre la Vía Militaris, antigua calzada romana que los otomanos usaron como vía de comunicación principal.
Se ubica unos 5 km al oeste de la capital municipal Dimitrovgrad, a orillas del río Nišava y junto a la carretera E80 que lleva a Niš.

## Demografía
La localidad ha tenido la siguiente evolución demográfica:
| Gráfica de evolución demográfica de Gojin Dol entre 1948 y 2011 |
|                                                                 |